# 쓰카하라역
쓰카하라역(일본어: 塚原駅)은 일본 가나가와현 미나미아시가라시에 있는 이즈하코네 철도 다이유잔 선의 역이다.

## 역 구조
단선 승강장 1면 1선의 지상역에서 선로의 동쪽에 승강장이 있다. 승강장의 와다가하라 방향에 계단과 출입구가 있어 이 계단으로 내려가는 곳에 작은 역사가 세워져 있다.
역사에는 자동 매표기와 승차표 발행기가 하나씩 설치되어 있으며, 화장실이 있고 무인역(아침 저녁 출퇴근 시간에만 유인 개찰)이다. 또한, 역의 와다가하라 방향으로 쓰카하라 건널목이 있고 역 서쪽으로 나오는 것도 가능하다.

## 역 주변
역의 동쪽에 현도 74호선이 달리고 서쪽에는 가리 강이 흐른다. 가리 강의 대안에는 미나미아시가라 시립 오카모토 중학교, 미나미아시가라 시립 오카모토 초등학교, 미나미아시가라 시 관공서 오카모토 지소 외 미나미아시가라 시 도서관이 있고 역 쪽과 지방 도로 교량으로 연결된다. 또한, 역 부근에는 쓰카하라 우체국이 위치하고 있다.
이와하라 역과 쓰카하라 역 구간은 다이유잔 선 역 구간 중에서 가장 역간 거리가 짧은 구간이다.

## 역사
- 1925년 10월 15일: 영업 개시.

## 인접역
| 이즈하코네 철도 ■ 다이유잔 선 | 이즈하코네 철도 ■ 다이유잔 선 | 이즈하코네 철도 ■ 다이유잔 선 |
| ----------------------------- | ----------------------------- | ----------------------------- |
| ID08 이와하라 오다와라 방면   |                               | 와다가하라 ID10 다이유잔 방면 |